# Niederholl
Niederholl ist eine Ortschaft in der Gemeinde Wipperfürth im Oberbergischen Kreis im Regierungsbezirk Köln in Nordrhein-Westfalen (Deutschland).

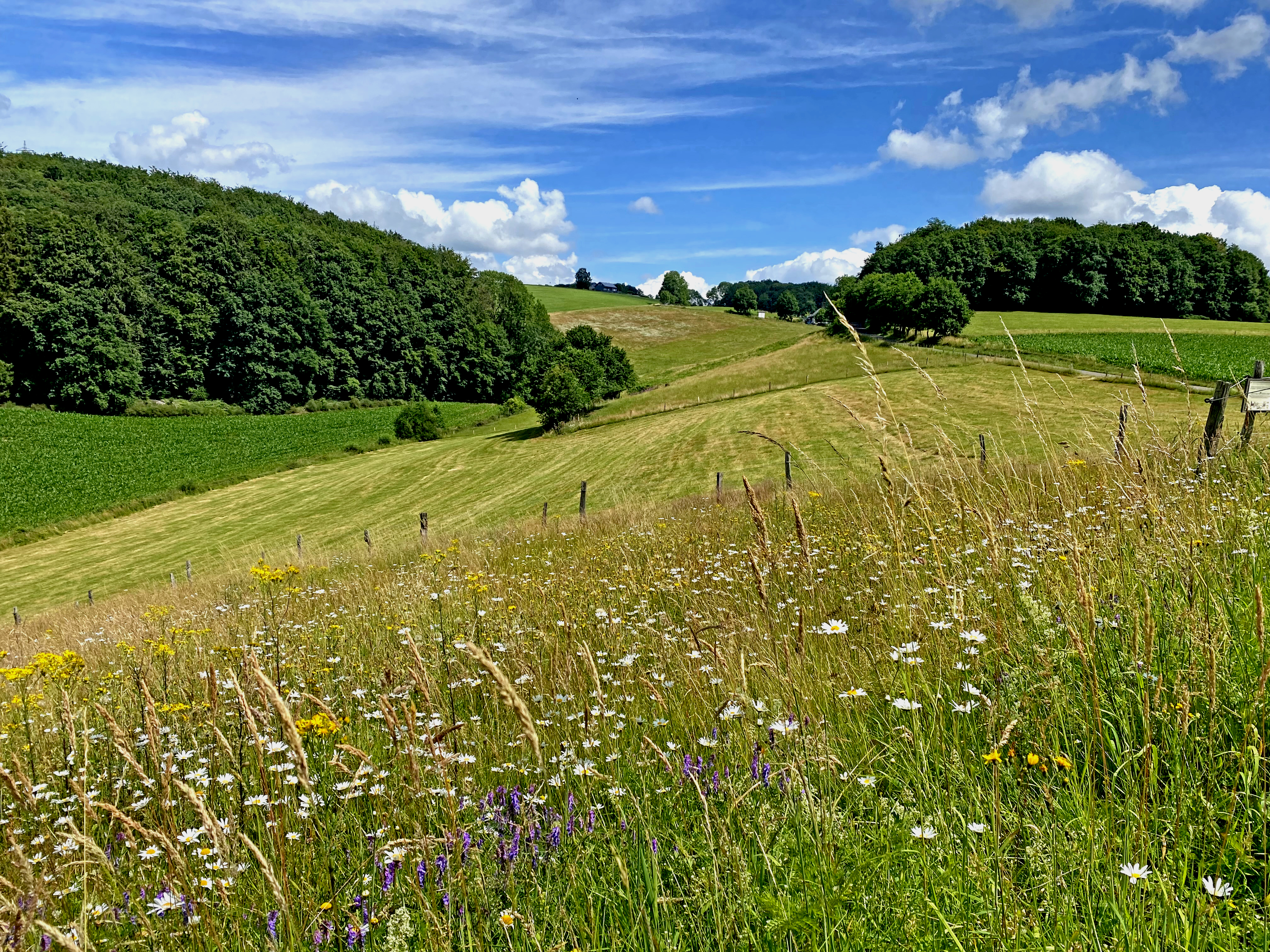
Landschaftsvielfalt um Niederholl

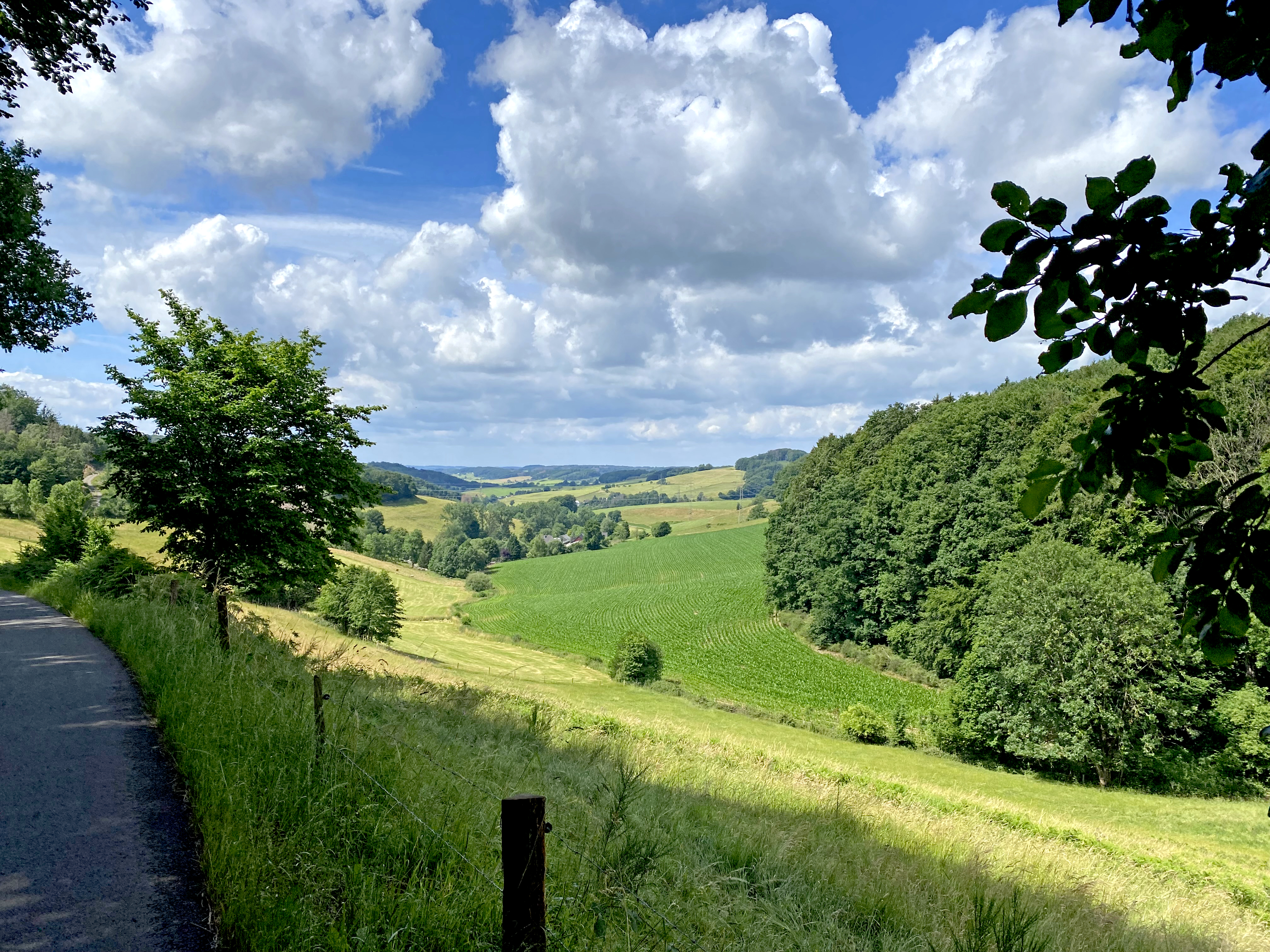
Weitblick von Niederholl über Berrenberg ins Tal der Lindlarer Sülz

## Lage und Beschreibung
Der Ort liegt im Südosten der Stadt Wipperfürth an der Stadtgrenze zu Lindlar und Marienheide auf einem Höhenrücken zwischen den Bächen Holler Siepen und der Lindlarer Sülz. Der Weiler besitzt heute lediglich vier Häuser, wovon Niederholl 1 das Buddhistische Zentrum beherbergt. Nachbarorte sind Dellweg, Oberholl, Schnipperinger Mühle, Bengelshagen und Berrenberg.
Der Ort gehört zum Gemeindewahlbezirk 142 und damit zum Ortsteil Dohrgaul.

## Geschichte
Um 1443 wird der Ort erstmals unter der Bezeichnung „in dem Hole“ in einer Einkunfts- und Rechteliste des Kölner Apostelstiftes genannt. Die Karte Topographia Ducatus Montani aus dem Jahre 1715 zeigt zwei Höfe und bezeichnet diese mit „u. Holl“. Die Topographische Aufnahme der Rheinlande von 1825 zeigt auf umgrenztem Hofraum unter dem Namen „Nied. Hoel“ vier getrennt voneinander liegende Grundrisse. In der Preußischen Uraufnahme von 1840 lautet die Ortsbezeichnung „Niedersholl“. Ab der topografischen Karte der Jahre 1894 bis 1896 wird der heute gebräuchliche Ortsname Niederholl verwendet.

## Busverbindungen
Über die Haltestellen Dohrgaul und Leiberg der Linien 333 und 399 (VRS/OVAG) ist Niederholl an den öffentlichen Personennahverkehr angebunden.

## Wanderwege
Der vom SGV ausgeschilderte Rundwanderweg D2 rund um den Singerberg (371 m) führt durch den Ort.